# Pavlos Apostolidis
Pavlos Apostolidis (Παύλος Αποστολίδης) (Atene, 1942) è un diplomatico greco.
È stato a capo dell'EYP, l'agenzia nazionale di Intelligence dal 1999 al 2004. L'anno stesso del suo congedo entrò nel consiglio amministrativo dell'Alpha Bank, seconda banca di Grecia.
Apostolidis fu messo a capo dell'EYP (Servizi segreti greci) nel 1999, subito dopo il clamoroso fiasco dell'impresa Ocalan, una "cover action" condotta dai Servizi segreti greci in maniera autonoma e ufficialmente senza alcun avallo governativo. L'operazione mirava a sottrarre il capo del PKK alla cattura degli agenti dei MIT, il servizio turco di Intelligence.

## Carriera diplomatica
Laureato in giurisprudenza all'Università di Atene, entrò nel corpo diplomatico nel 1965. 
Dal 1984 al 1987 lavorò come consigliere di 2º grado all'ambasciata greca di Ankara. Nel 1987 fu nominato ambasciatore presso il governo dell'Arabia Saudita. 
Nel 1990 divenne ambasciatore a Cipro ove rimase tre anni. Fece ritorno al ministero dove ricoprì incarichi vari. Nel 1998 divenne segretario generale agli Affari Esteri.
Quando dopo la cattura di Ocalan fuori della rappresentanza diplomatica greca a Nairobi, il governo greco si vide costretto a far rimpatriare il proprio ambasciatore in Kenya che era stato dichiarato "persona non grata" da quel governo, oltre all'agente segreto Savvas Kalenteridis e le tre terroriste curde che accompagnavano Ocalan, Apostolidis fu l'uomo scelto per condurre a buon fine la delicata operazione del rientro. Andò a Nairobi e tornò ad Atene con il gruppetto su un aeroplano noleggiato dai francesi.

## A capo dei servizi segreti
Nel febbraio del 1999 Pavlos Apostolidis venne messo a capo dei servizi segreti greci su proposta di Basso Papandreou, allora ministro degli interni e di Ianno Kranidiotis, allora viceministro degli Esteri.
Quando George Papandreou, nella sua veste di ministro degli esteri sottoscrisse accordi di vario tipo con la Turchia, gli fu affidato l'incarico di avviare il primo contatto tra i servizi segreti dei due paesi con il fine di sondare possibilità di collaborazione tra i due servizi di Intelligence su temi di terrorismo. A richiedere il contatto era stata la controparte turca. 
Rimase in carica all'EYP fino al 22 novembre 2004.

## La vicenda dell'Alpha Bank
Un mesi più tardi, esattamente il 21 dicembre 2004 Pavlos Apostolidis accettò di far parte del consiglio amministrativo dell'Alpha Bank come membro indipendente non dotato di potere esecutivo.
Nel 2007 l'Alpha Bank riuscì ad ottenere il controllo della banca turca Actif ma il governo della Turchia si affrettò ad annullare la manovra finanziaria, dopo un articolo pubblicato sul quotidiano Aksam ove si affermava che la filiale della Alpha Bank a Nicosia (Cipro) aveva tra i suoi clienti membri del PKK, un'organizzazione bollata come terroristica dalle leggi del diritto internazionale.   
Fonti: Articolo sul giornale To Vima del 19 agosto 2007, firmato da Dimitra Kroustalli. Altri articoli sui giornali turchi Hurriet e Sabah
| Controllo di autorità | VIAF (EN) 315940243 · ISNI (EN) 0000 0004 4879 2502 · LCCN (EN) no2015070078 · GND (DE) 1070240435 |